# Patogenia viral
La patogenia viral es el estudio de cómo los virus biológicos causan enfermedades en sus anfitriones diana, generalmente desarrolladas a nivel celular o molecular. Se trata de un campo de estudio especializado en virología.
La patogenia es un proceso en el que una infección inicial se convierte en una enfermedad. La enfermedad viral es la suma de los efectos sobre el anfitrión causados por la reproducción del virus y la posterior respuesta inmune del anfitrión. Los virus son capaces de iniciar una infección, dispersarse por todo el cuerpo y reproducirse debido a características específicas de virulencia. Los mecanismos de patogénesis de las enfermedades virales incluyen: la entrada del virus por la puerta de entrada, la replicación primaria, la propagación a órganos  y la eliminación del virus hacia el exterior.
Existen diversos factores que afectan a los mecanismos patógenos. Algunos de estos factores incluyen las características de virulencia del virus infeccioso. Para causar enfermedades, el virus debe superar varios efectos inhibidores presentes en el anfitrión. Algunos de los efectos inhibitorios incluyen la distancia, barreras físicas, defensas del anfitrión y susceptibilidad celular conflictiva. Estos efectos inhibitorios pueden diferir entre individuos y razas diferentes debido a los efectos inhibitorios que se controlan genéticamente.

## Mecanismos de infección
Se deben cumplir tres requisitos para asegurar una infección eficaz de un anfitrión. En primer lugar, debe disponerse de virus suficiente para iniciar la infección. Segundo, las células en el lugar de la infección deben ser accesibles, susceptibles, y permitir la entrada del virus. Por último, los sistemas de defensa antiviral del anfitrión deben ser ineficaces o estar ausentes.
Hay varios mecanismos que deben producirse para que se desarrolle una enfermedad viral:
Entrada a través de la puerta de entrada

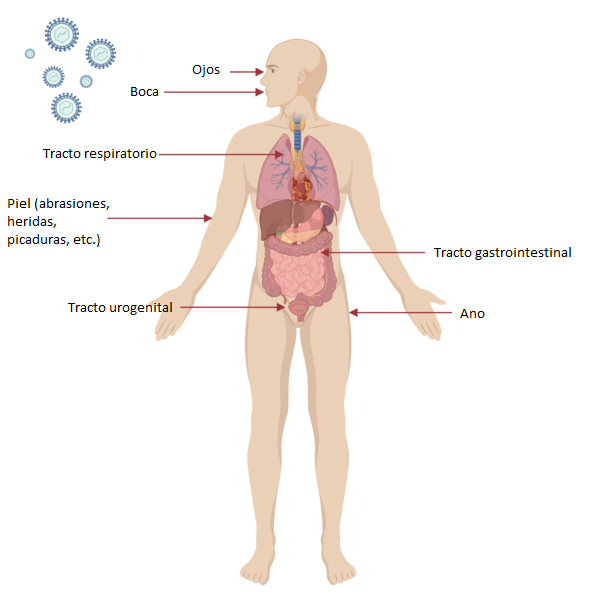
Lugares típicos de entrada de virus en el cuerpo:el primer paso para una infección por virus está determinado por el lugar de implantación del virus en el cuerpo. Esto dictaría posteriormente los mecanismos de la patogenia viral.

El virus debe entrar por la puerta de entrada al cuerpo. La entrada es la etapa más temprana de la patogenia. La frecuencia de entrada es mayor allí donde los virus entran en contacto directo con células vivas. Los virus suelen entrar en las células de los tejidos respiratorio, gastrointestinal, cutáneo y genital. Algunos virus son capaces de entrar en un feto a través de células germinales infectadas en el momento de la fertilización. La entrada puede ocurrir en el embarazo, más adelante, a través de la placenta y también en el nacimiento. Existen diversos factores que pueden afectar al resultado final de la infección. La virulencia del virus y el punto de entrada son dos factores que influyen en la gravedad de la enfermedad.
Replicación primaria y diseminación viral
La replicación primaria y la diseminación viral suceden a la entrada del virus. El virus replicado procedente de la célula infectada inicial tiene la capacidad de diseminarse en los fluidos extracelulares o células próximas. La diseminación se produce mediante la infección de la célula contigua o por la liberación del virus en el fluido extracelular.
Replicación
El virus invasor debe conseguir una alta reproducción. Normalmente, esta reproducción es intracelular.
Diseminación en los nervios
La diseminación del virus a través de los nervios es menos frecuente que la diseminación a través del flujo sanguíneo.
Dispersión

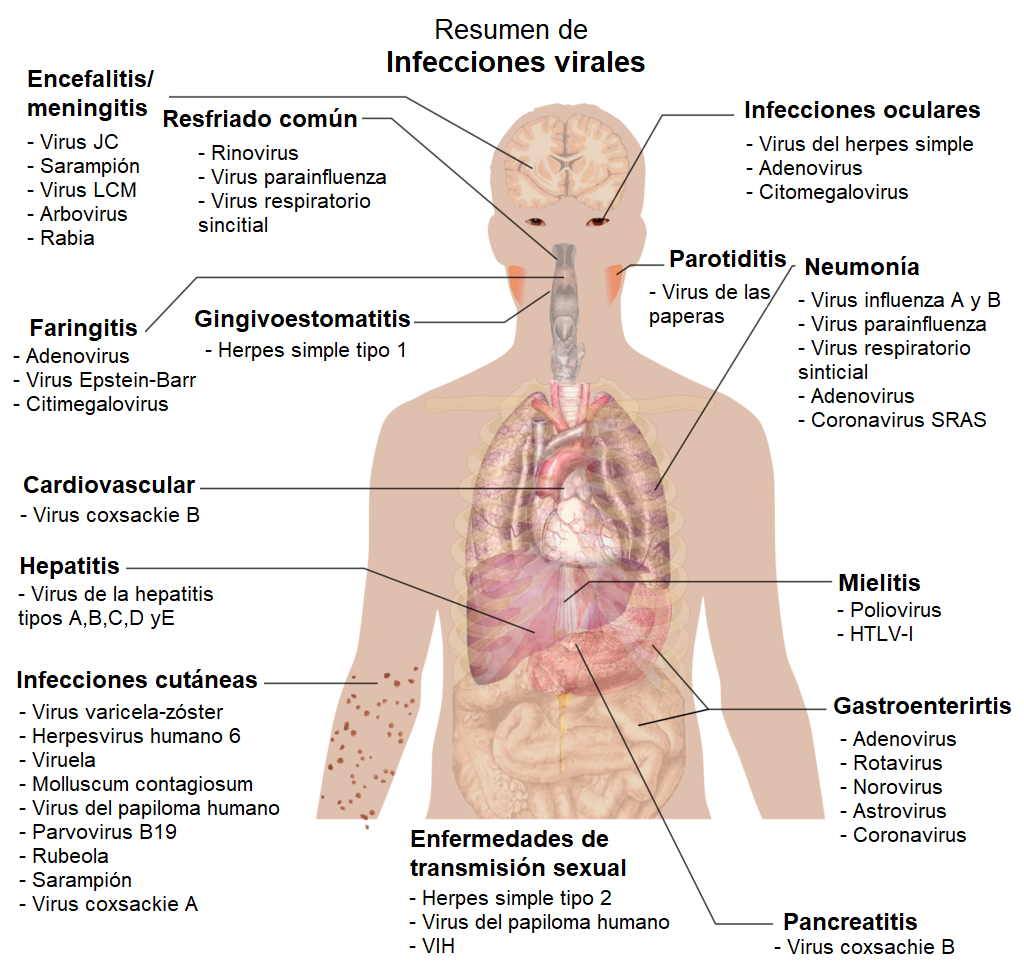
Resumen de las principales manifestaciones de la infección viral.

Los virus replicados deben diseminarse a los órganos diana (sitios de la enfermedad) por todo el cuerpo. La vía de diseminación más frecuente desde la puerta de entrada es el sistema circulatorio, al cual accede el virus por el sistema linfático. Los virus pueden acceder a los órganos diana desde los capilares sanguíneos mediante su multiplicación dentro de las células endoteliales, en las que entran a través de huecos, o por ser transportado dentro del órgano en los leucocitos. Algunos virus, como el del herpes, el de la rabia y el de la poliomielitis, también pueden diseminarse a través de los nervios.
Salida
Los virus necesitan diseminarse hacia sitios donde se pueda producir su liberación al exterior. Los puntos de diseminación más frecuentes son el aparato respiratorio, el tubo digestivo y el aparato urogenital, además de la sangre.

## Factores que afectan a los mecanismos patógenos
- Accesibilidad a los tejidos del huésped del virus: el grado de accesibilidad de los tejidos del cuerpo y de los órganos. Esta accesibilidad se puede ver afectada por barreras físicas (por ejemplo: barreras tisulares y mucosidad). También puede verse afectada por la distancia que debe recorrer a través del cuerpo y por los mecanismos naturales de defensa.
- Susceptibilidad de las células del huésped a la multiplicación del virus: la infección sólo se puede producir si existen células que repliquen el virus. La susceptibilidad celular requiere un receptor para los viriones y un ambiente intracelular que permita al virus replicarse y liberarse.
- Sensibilidad del virus a las defensas del huésped: las defensas del huésped pueden inhibir la replicación. Para poder producir la enfermedad el virus necesita ser capaz de superar los efectos preventivos de las barreras físicas, las defensas del anfitrión y las susceptibilidades celulares contradictorias a la infección.

## Período de incubación
Los virus que hacen un corto recorrido hasta el órgano diana tienen un período de incubación también corto. El período de incubación suele ser de 1 a 3 días. Por otro lado, en infecciones generalizadas el período de incubación es mayor debido al tiempo que tarda el virus en desplazarse por el cuerpo hasta alcanzar los órganos diana. Existen varios factores más que afectan al proceso de incubación. Los mecanismos que están detrás de los períodos largos de incubación, meses o años por ejemplo, aún no se entienden por completo.

## Evolución
Al igual que con todos los parásitos, la selección natural favorece el desarrollo de cepas de virus de baja virulencia. Cuando un patógeno invade por primera vez una nueva especie hospedadora los anfitriones tienen poca o ninguna inmunidad y, a menudo, sufren alta mortalidad. Aquellos que sobreviven lo hacen porque tienen factores genéticos diferentes que les ofrecen cierta protección frente al nuevo patógeno. Así, estos supervivientes reproducen y trasmiten esos genes, lo que se traduce en índices de mortalidad más bajos en las generaciones futuras. Un patógeno no obtiene ningún beneficio si mata al anfitrión antes de trasmitirse a uno nuevo por lo que, con el tiempo, suele observarse una disminución de la virulencia.